# خوانيتا مارتينيز
خوانيتا مارتينيز (بالإسبانية: Juanita Martínez)‏ هي راقصة ونجمة سينما ‏ وممثلة أرجنتينية، ولدت في 10 مايو 1925 في الأرجنتين، وتوفيت بنفس المكان في 2001.

## وصلات خارجية
- خوانيتا مارتينيز على موقع IMDb (الإنجليزية)